# В память почившей в бозе честной женщины Шлампампе
«В память почившей в бозе честной женщины Шлампампе» (нем. Letztes Denck- und Ehren-Mahl der weyland gewesenen Ehrlichen Frau Schlampampe) — сатирическое произведение немецкого писателя Христиана Рейтера, написанное в форме надгробной речи и опубликованное в 1697 году. Связано с комедиями Рейтера «Честная женщина из Плиссина» (1695) и «Болезнь и кончина честной женщины Шлампампе» (1696). Главная героиня всех этих произведений — фрау Шлампампе, приземлённая мещанка, которая претендует на принадлежность к высшему обществу, что и создаёт основной комический эффект. Эта женщина отправляет своих детей за дворянским дипломом, а когда эта поездка заканчивается неудачей, так огорчается, что умирает. Над её могилой якобы и произносится речь.
У исследователей нет единого мнения о времени создания речи. Одни считают, что это был 1697 год, то есть Рейтер сначала написал комедию, в котором Шлампапе умирает («Болезнь и кончина…»). По мнению других, Рейтер сначала создал речь (в конце 1696 года), а потом решил разработать эту тему более детально и написал комедию.
Речь причисляют к наиболее смелым и остроумным произведениям Рейтера. Здесь писатель продолжает традиции Рабле и предвосхищает антирелигиозные мотивы Просвещения. Сюжетно с речью связан и роман «Шельмуфский».